# Max Ilgen
Max Ilgien (ur. 13 lub 17 kwietnia 1894 w Królewcu, zm. 15 listopada 1943 w Równem) – niemiecki żołnierz i policjant, generał major (1943).

## Życiorys
Syn rzeźnika, od 5 lutego 1913 w wojsku II Rzeszy. Uczestnik I wojny światowej jako oficer 20 Pułku Piechoty. Dowodził plutonem, kompanią i batalionem, był także adiutantem pułku i ordynansem dowódcy armii. Po kapitulacji rozpoczął służbę w policji Republiki Weimarskiej. W 1935 przeszedł do służby w Wehrmachcie.
Był zwolennikiem nazizmu, 1 września 1939 r. dowodził 4 Pułkiem Piechoty. Od 10 października 1939 do 24 stycznia 1942 96 Pułkiem Piechoty. 1 marca 1942 pełnił obowiązki dowódcy 32 Dywizji Piechoty. 24 grudnia 1942 trafił do rezerwy Führera.
1 sierpnia 1943 objął komendę nad 740 Wschodnią Grupą Specjalnego Przeznaczenia (Osttruppe zur besonderen Verwendung 740). Była to jednostka wojskowa złożona z Kozaków dońskich i kubańskich, którzy podjęli się kolaboracji.
15 listopada 1943 radziecki agent st. lejt. Nikołaj Kuzniecow, działający jako por. Paul Siebert, porwał gen-mjr Maxa Ilgena i Paula Granau – kierowcę Ericha Kocha. Z powodu braku możliwości przerzucenia nazistów na nieokupowane ziemie Związku Radzieckiego obaj jeńcy zostali rozstrzelani tego samego dnia.

## Awanse
- porucznik – 19 czerwca 1914
- major – 1935
- podpułkownik – 1 października 1936
- pułkownik – 1 czerwca 1939
- generał-major – 1 marca 1943

## Odznaczenia
- Złoty Krzyż Niemiecki – 11 lub 14 lutego 1942

i inne